# Toričan

nacionalni spomenik Bosne i Hercegovine
Toričan je bila srednjovjekovna tvrđava na području Travnika. Od nje su danas ostali samo dijelovi koji svjedoče o njenu postojanju.

## Položaj
Smješten je poviše Varošluka, na području župe Lašve, a iznad Turbeta. Spada u starije srednjovjekovne bosanske gradove-utvrde. Položajem dominira cijelom gornjom Lašvom blizu Krča, kota 848. Najstariji spomen tvrđave je iz 1503. u ugovoru o sedmogodišnjem primirju koji su potpisali Vladislav II. Jagelović i Bajazit. Smatra se da ju je podigao dvorski tepčija Batalo Šantić. Podno Toričana je potok Vrilo koji se spaja s vodotokom potoka Dubljajca. Toričan je branio izvor vode te varoš kojoj ne znamo ime, a smještenoj između Varošluka i Turbeta. Grad je imao kule na istoku i na zapadu.

## Povijest
Vlasnik je bio velikodostojnik tepčija Batalo Šantić Knez Bosanski. Dijak (pisar) Stanko Kromirjanin napisao je poznato Evanđelje Batala Šantića. Datirano je u 1393. godinu. Od njega su ostala samo četiri lista. Danas je u zbirci Nacionalne knjižnice u ruskom gradu Sankt Petersburgu. Batalo Šantić se oženio sestrom velikog vojvoda bosanskog Hrvoja Vukčića Hrvatinića Resom Hrvatinić. Šantić je bio i gospodar župe Lašve. U blizini Torićana je njegov mauzolej. Pronađen je 1915. godine. Od roda Šantića u lašvanskom kraju poznati su toponimi i veći broj imena.

## Vanjske poveznice
- Facebook Udruga Baština